# Johann Heinrich Burchard

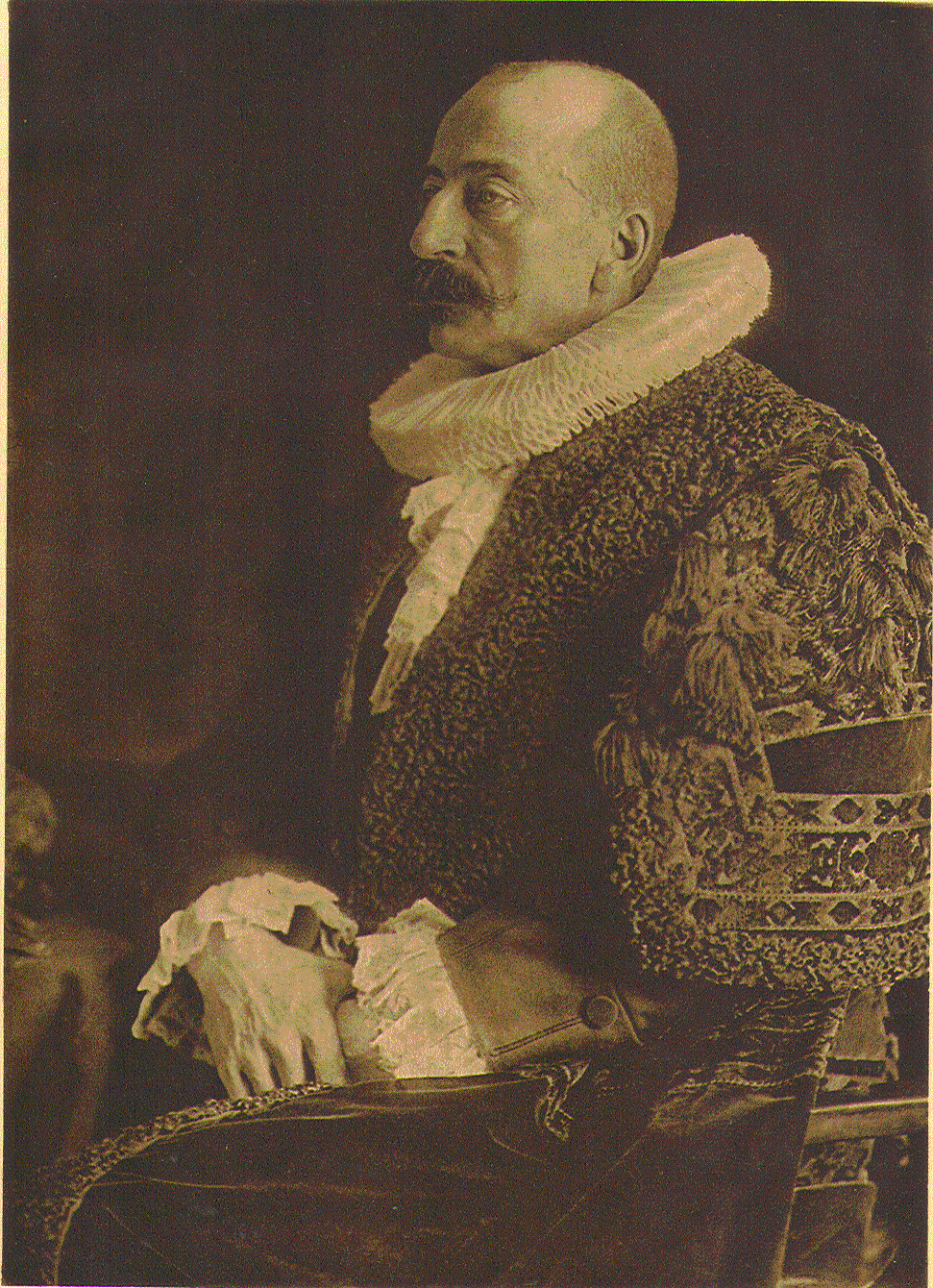
Johann Heinrich Burchard, 1905

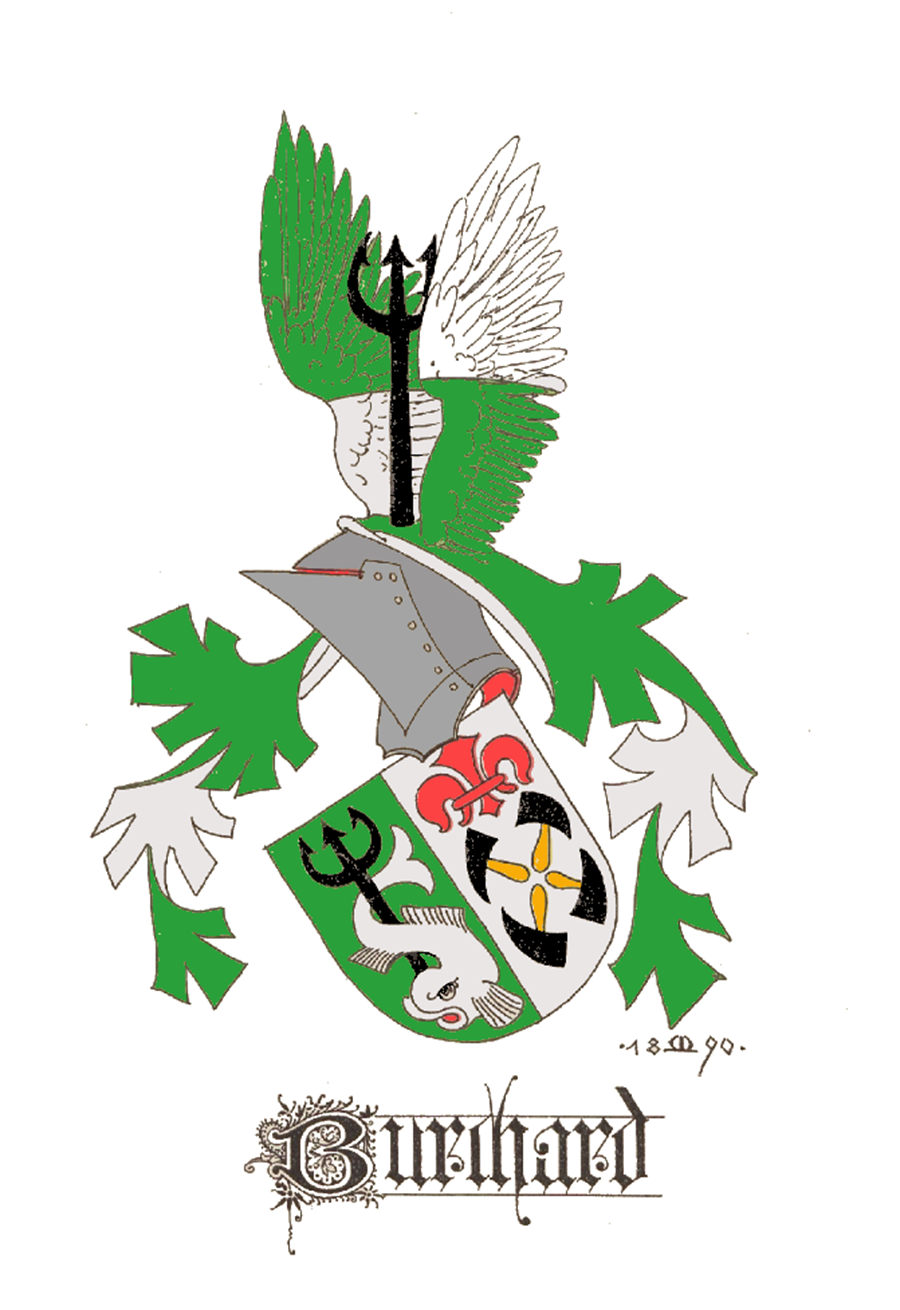
Wappen der Familie Burchard (Allianzwappen Burchard-Motz), das auch das Grab ziert

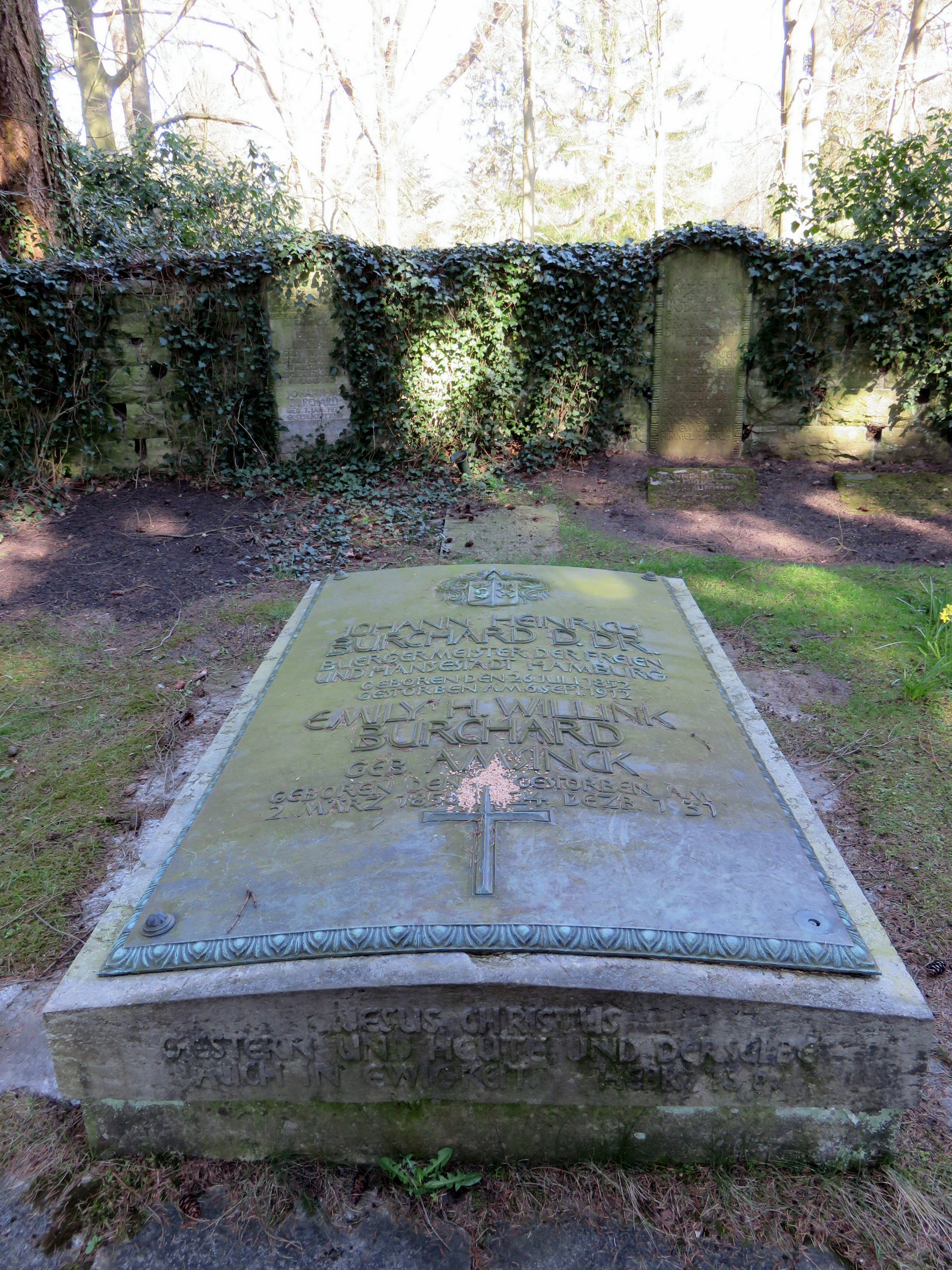
Burchard-Grabanlage auf dem Friedhof Ohlsdorf

Johann Heinrich Burchard (* 26. Juli 1852 in Bremen; † 6. September 1912 in Hamburg) war ein deutscher Rechtsanwalt und Politiker. Er war von 1885 bis zu seinem Tod Mitglied des Hamburger Senats und zwischen 1903 und 1912 mehrmals Erster Bürgermeister der Freien und Hansestadt Hamburg.

## Leben
Er war der Sohn von Friedrich Wilhelm Burchard (1824–92) und Marianne Goßler (1830–1908), ein Enkel von Heinrich Gossler und der Urenkel von Johann Heinrich Gossler. Burchards Vater war Kaufmann in Bremen. Als er 1853 Teilhaber des Handelshauses Joh. Berenberg, Gossler & Co wurde, siedelte die Familie nach Hamburg über. Burchard verlebte seine Schulzeit in Hamburg am  Johanneum und meldete sich vor deren Ende im Sommer 1870 als Kriegsfreiwilliger, um am Deutsch-Französischen Krieg teilzunehmen. Er war bis zum Sommer 1871 Angehöriger des preußischen Militärs. Anschließend verließ er das Johanneum mit Erlangung des Abiturs. Von 1872 bis 1874 studierte Burchard Rechtswissenschaften in Leipzig, Heidelberg und Göttingen. Er war kurzzeitig für Joh. Berenberg, Gossler & Co. tätig, bevor er am 24. Februar 1875 in Hamburg zur Advokatur zugelassen wurde. Von Juli 1876 bis Juni 1877 war er als Staatsanwaltsgehilfe tätig, dann trat er in die Sozietät von Ernst Friedrich Sieveking ein.  1879 wurde er in den ersten Vorstand der aufgrund der Reichsjustizgesetze errichteten Hanseatischen Anwaltskammer gewählt.
1884 wurde Burchard in die Hamburgische Bürgerschaft und am 2. März 1885 für den verstorbenen Karl Cropp in den Senat gewählt. Diesem gehörte er bis zu seinem Tod 1912 an. 1903 wurde er zum ersten Mal zum Ersten Bürgermeister von Hamburg gewählt. Weitere Amtszeiten waren: 1906, 27. März 1908 bis 31. Dezember 1909 und vom 1. Januar 1912 bis zu seinem Tod. Burchard war im Senat lange für Auswärtiges zuständig, so entstand eine Freundschaft zu Kaiser Wilhelm II. Dieser bot ihm 1898 an, in den Reichsdienst zu wechseln, um Direktor der Kolonialabteilung des Auswärtigen Amtes zu werden, was Burchard ablehnte. Er bemühte sich als Bürgermeister stark um die Erweiterung der Hamburger Kunsthalle. Als typischer Hanseat lehnte Burchard Adelstitel und Auszeichnungen jeder Art ab.
Die Burchardstraße in der Hamburger Altstadt und der Burchardplatz sind ebenso nach ihm benannt, wie der Burchardkai, wo sich heutzutage das Containerterminal Burchardkai der HHLA befindet.
Es existiert ein Porträt Burchards von Max Liebermann. Es hängt im Büro des Hamburger Bürgermeisters in der Hamburg-Vertretung in Berlin.

## Familie
Burchard heiratete am 17. Mai 1877 Emily Henriette Amsinck (2. März 1858 – 24. Dezember 1931) eine Tochter von Wilhelm Amsinck, Enkelin von Carl Heinrich Willink. Sein ältester Sohn, Wilhelm Amsinck Burchard-Motz, war ebenfalls Hamburger Senator.